# Yoan Cardinale
Pour les articles homonymes, voir Cardinale.
Yoan Cardinale, né le 27 mars 1994 à La Ciotat, est un footballeur français qui évolue au poste de gardien de but au Sporting Club de Toulon.

## Biographie
Yoan Cardinale arrive à l'OGC Nice à 15 ans en 2009. Quatre ans plus tard, lors de l'été 2013, il signe son premier contrat professionnel à Nice. Pour la saison 2014-2015, il occupe le poste de gardien de but de la réserve niçoise et prend part à 21 rencontres sur 30 possibles, participant au maintien de son équipe en CFA. 

### OGC Nice
Pour la saison 2015-2016, il est troisième de la hiérarchie des gardiens de buts de l'équipe première derrière Simon Pouplin et Mouez Hassen. Il dispute son premier match de Ligue 1 à 21 ans le dimanche 18 octobre 2015 à la suite des blessures de Simon Pouplin lors de la première journée et de Mouez Hassen lors d'un rassemblement de l'équipe de France espoirs. Son équipe remporte le match 4-1 contre Rennes. La semaine suivante lors de la 11e journée de L1, il est à nouveau titulaire contre le Gazélec Ajaccio. Quatre jours plus tard, le 28 octobre 2015, il dispute son premier match de Coupe de la Ligue contre le Stade Malherbe de Caen qui se conclut sur une victoire 3-1. À la suite de ses bonnes performances, les supporters niçois le désignent Aiglon du mois d'octobre. Il retourne sur le banc de touche à la suite du retour de blessure de Mouez Hassen. Il retrouve la Ligue 1 lors de la 15e journée en entrant en jeu à la place de Ricardo Pereira à la suite de l'exclusion de Hassen. Il enchaîne alors l'intégralité des matchs de Ligue 1 jusqu'au terme de la saison à partir de la 15e journée malgré le retour de suspension de Mouez Hassen et est à nouveau élu joueur du mois par ses supporters pour le mois de décembre.
Il commence la saison 2016-2017 en tant que gardien titulaire face au Stade rennais (victoire 1-0) et découvre la Ligue Europa le 15 septembre 2016 à l'occasion de la réception de Schalke 04. Il contribue fortement à la 3e place décrochée par les Aiglons de Lucien Favre. 
En 2017-2018, il est de nouveau titulaire dès le 3e tour préliminaire de Ligue des Champions et ce jusqu'au mois d'octobre et le déplacement à Paris, où il se blesse à l'échauffement. Lors de sa convalescence, c'est sa doublure, Walter Benitez, qui assure l'intérim avec des performances très satisfaisantes. À son retour, Lucien Favre décide de le mettre sur le banc ; Cardinale perd donc sa place de titulaire au profit de l'Argentin.
En 2018-2019, l'arrivée de Patrick Vieira sur le banc niçois fait évoluer une nouvelle fois son statut et il redevient le portier numéro 1 en début de saison. Mais des performances en demi-teinte le font revenir sur le banc au profit de Walter Benitez qui après une prestation de haut-vol face à Lyon lors de 4e journée de championnat  ne quittera plus le poste de numéro 1. Son statut évolue encore quelques mois plus tard et il se retrouve à la troisième place dans la hiérarchie derrière Yannis Clementia.
Lors de la saison 2020-2021 il est le gardien numéro 2 de l'équipe professionnelle.
En juin 2021, Yoan Cardinale quitte l'OGC Nice après la fin de son contrat. Il a pour objectif de retrouver un club afin de garder la forme pour entamer un nouveau challenge par la suite.
En septembre 2021, le Villefranche Saint-Jean Beaulieu FC, pensionnaire de National 3 au sein du groupe Corse/Méditerranée, annonce que l'ancien portier des Aiglons, qui a évolué au sein du club niçois de ses 15 ans à ses 27 ans, rejoignait le club afin de garder la forme et qu'il serait sous les ordres de Sébastien Frey.

### SC Toulon
Après un an sans jouer, le joueur s'engage au SC Toulon en National 2.

## Statistiques
| Saison                | Club                                | Championnat           | Championnat | Championnat | Coupe nationale | Coupe nationale | Coupe de la Ligue | Coupe de la Ligue | Compétition(s) continentale(s) | Compétition(s) continentale(s) | Compétition(s) continentale(s) | Total | Total |
| Saison                | Club                                | Division              | M.          | B.          | M.              | B.              | M.                | B.                | Comp.                          | M.                             | B.                             | M.    | B.    |
| 2015-2016             | OGC Nice                            | Ligue 1               | 26          | 0           | -               | -               | 1                 | 0                 | -                              | -                              | -                              | 27    | 0     |
| 2016-2017             | OGC Nice                            | Ligue 1               | 36          | 0           | -               | -               | -                 | -                 | C3                             | 5                              | 0                              | 41    | 0     |
| 2017-2018             | OGC Nice                            | Ligue 1               | 10          | 0           | 1               | -               | 1                 | -                 | C1+C3                          | 8                              | 0                              | 20    | 0     |
| 2018-2019             | OGC Nice                            | Ligue 1               | 3           | 0           | -               | -               | 0                 | 0                 | -                              | -                              | -                              | 3     | 0     |
| 2019-2020             | OGC Nice                            | Ligue 1               |             |             |                 |                 | -                 | -                 | -                              | -                              | -                              | 0     | 0     |
| 2020-2021             | OGC Nice                            | Ligue 1               |             |             |                 |                 | -                 | -                 | C3                             | 1                              | 0                              | 1     | 0     |
| 2021-2022             | Villefranche Saint-Jean Beaulieu FC | Nationale 3           |             |             |                 |                 | -                 | -                 | -                              | -                              | -                              | 0     | 0     |
| Total sur la carrière | Total sur la carrière               | Total sur la carrière | 75          | 0           | 1               | -               | 2                 | 0                 | -                              | 14                             | 0                              | 92    | 0     |

## Palmarès
Il est champion de CFA2 en 2013 avec l'équipe réserve de l'OGC Nice.